# LGBT práva v Pobřeží slonoviny

Duhová mapa Pobřeží slonoviny

Lesby, gayové, bisexuálové a transsexuálové (LGBT) se v Pobřeží slonoviny mohou setkávat s právními komplikacemi neznámými pro heterosexuální většinu. Mužská i ženská stejnopohlavní sexuální aktivita je zde legální, ale domácnosti tvořené stejnopohlavními dvojicemi nemají rovný přístup ke stejné právní ochraně a institutům přístupným pro různopohlavní páry.

## Zákony týkající se stejnopohlavní sexuální aktivity
Stejnopohlavní sexuální styk vykonaný v soukromí je v Pobřeží slonoviny odjakživa legální a není známo, že by byl někdy kriminalizován, jelikož země v období francouzské kolonizace nikdy nepřijala zákony proti sodomii na rozdíl od většiny britských kolonií po celém světě.
Zmínka o veřejných stejnopohlavních sexuálních aktivitách je v § 360 Trestního zákoníku, který stanovuje, že:
| „ | Est puni d'un emprisonnement de trois mois à deux ans et d'une amende de 50 000 à 500 000 francs quiconque commet un outrage public à la pudeur. Si l'outrage public à la pudeur consiste en un acte impudique ou contre nature avec un individu du même sexe l'emprisonnement est de six mois à deux ans et l'amende de 50 000 à 300 000 francs. Les peines peuvent être portées au double si le délit a été commis envers un mineur ou en présence d'un mineur de dix huit ans. Oficiální znění § 360 ve francouzštině (Article 360, Section 3 - Outrage Public à la Pudeur, Chapitre Il - Attentat aux Mœurs, Code Pénal): Est puni d'un emprisonnement de trois mois à deux ans et d'une amende de 50 000 à 500 000 francs quiconque commet un outrage public à la pudeur. Si l'outrage public à la pudeur consiste en un acte impudique ou contre nature avec un individu du même sexe l'emprisonnement est de six mois à deux ans et l'amende de 50 000 à 300 000 francs. Les peines peuvent être portées au double si le délit a été commis envers un mineur ou en présence d'un mineur de dix huit ans [sic]. | “ |

Překlad z francouzštiny:
| „ | Kdo se dopustí na veřejném prostranství jakéhokoliv chování odporujícího zásadám slušnosti a mravnosti, bude potrestán odnětím svobody v délce trvání 3 měsíců až 2 let nebo peněžitým trestem ve výši 50 tisíc až 500 tisíc franků. Pokud by se jednalo o obzvlášť hrubé chování nebo by jím bylo imitováno smilstvo s osobou téhož pohlaví odporující zákonům přírody, pak se trest odnětí svobody navyšuje na délku trvání 6 měsíců až 2 let, zatímco peněžitý trest je v rozpětí 50 tisíc až 300 tisíc franků. Oba tresty mohou být aplikovány v dvojnásobné výši, pokud je trestný čin spáchán na nezletilém či za přítomnosti osoby mladší 18 let. | “ |

## Stejnopohlavní soužití
Vláda státu Pobřeží slonoviny neuznává soužití stejnopohlavních párů.

## Ochrana před diskriminací
V zemi neplatí žádné zákony proti diskriminaci založené na sexuální orientaci nebo genderové identity.
Nicméně v březnu 2010 v rámci šetření Rady pro lidská práva představitel Pobřeží slonoviny ubezpečoval, že země se bude snažit o eliminaci diskriminace proti osobám jiné sexuální orientace nebo genderové identity, ale o spuštění kampaně pro rovné příležitosti a bourání předsudků se zasazovat nebudou, neboť to není jejich hlavní prioritou.

## Adopce dětí
Podle zprávy Ministerstva zahraničí Spojených států amerických nejsou gayové a lesby považovány za osoby způsobilé k osvojení dětí.

## Životní podmínky
Ministerstvo zahraničí Spojených států amerických na základě svého výzkumu ohledně ochrany lidských práv v zemi shledává, že:
| „ | Nezaznamenali jsme žádný případ diskriminace založené na sexuální orientaci v zaměstnání, bydlení, přístupu ke vzdělání nebo zdravotní péči. Nicméně sociální stigma ohledně LGBT komunity zde stále přetrvává a vláda proti tomu nepodniká žádné kroky. Zejména homosexuální muži bývají často terčem fyzického násilí, omezování svobody, verbálních útoků, ponižování a perzekuce ze strany policie, četnictva a členů ozbrojených sil. Často dochází podle oficiálních statistik k ponižování a zneužívání homosexuálních mužů a transgender osob v armádě zejména jako sexuálních otroků. Oběti násilí nikdy nepodaly žalobu ze strachu z represí. Situace LGBT komunity se údajně zlepšila po povolební krizi, ale stále zůstává spíše nevyřešenou. Mnoho LGBT organizací v zemi se stále potýká s problémama s úřady a bezpečnostními složkami. Nicméně dle tisku se v Abidjanu konal Silvestrovský večírek pořádaný skupinou lesbických žen. | “ |

Touré Claver, prezident LGBT hnutí Alternative Côte d'Ivoire v září 2011 připomněl, že má zkušenost s případem, kdy lékař odmítl ošetřit pacienta z důvodu jeho sexuální orientace. Claver a další členové hnutí pak následně protestovali před klinikou, kde výše zmíněný lékař pracoval. Podle Clavera se tehdy jednalo o přímou diskriminaci homosexuální osoby, nicméně stát se posouvá spíše směrem k toleranci.

## Veškeré zákony týkající se LGBT osob
| Legální stejnopohlavní styk                                          | (Nikdy nebyl trestán) |
| Stejný věk legální způsobilosti k pohlavnímu styku pro obě orientace | [ 7 ]                 |
| Anti-diskriminační legislativa ohledně projevů nenávisti a násilí    | No                    |
| Anti-diskriminační zákony v zaměstnání                               | No                    |
| Anti-diskriminační zákony v přístupu ke zboží a službám              | No                    |
| Stejnopohlavní manželství                                            | No                    |
| Jiná forma stejnopohlavního soužití                                  | No                    |
| Adopce dítěte partnera                                               | No                    |
| Společná adopce stejnopohlavními páry                                | No                    |
| Gayové a lesby mohou otevřeně sloužit v armádě                       |                       |
| Možnost změny pohlaví                                                |                       |
| Přístup k umělému oplodnění pro lesbické ženy                        | No                    |
| Náhradní mateřství pro gay páry                                      | No                    |